# Enzo Fiermonte
Enzo Fiermonte (eigentlich Vincenzo Fiermonte, * 17. Juli 1908 in Bari; † 22. März 1993 in Mentana) war ein italienischer Boxer und Schauspieler.

## Leben
Fiermonte erregte erste Aufmerksamkeit als erfolgreicher Boxer in den 1930er Jahren. Zwischen dem 22. November 1925 und dem 21. September 1934 trat er sechsundfünfzig Mal in den Ring. Dabei wurde er italienischer Meister in seiner Gewichtsklasse und kämpfte häufig in den Vereinigten Staaten. Ein erstes Filmangebot nahm der gutaussehende Fiermonte 1941 an; meist war er als athletischer und abenteuerlicher Typ in Kostüm- und Historienfilmen gefragt. Nach eigenem Stoff feierte er in Carlo Borghesios Il campione 1943 einen großen Publikumserfolg, der von dem des ein Jahr zuvor entstandenen Fra' Diavolo noch übertroffen wurde. Gleich nach dem Zweiten Weltkrieg spielte, schrieb, inszenierte und schnitt er (aus rechtlichen Gründen unter drei verschiedenen Namen) L'atleta di cristallo, der stark autobiografische Züge aufweist, allerdings nur mäßig erfolgreich war.
In der Folgezeit konzentrierte er sich auf die Schauspielerei und spielte bis 1979 nahezu 130 im Laufe der Jahre kleiner werdende Rollen, darunter neben vielen Genrefilmen auch Klassiker wie Rocco und seine Brüder.
Zu Fiermontes Pseudonymen gehören Mario Del Fante, William Bird und Glenn Foster.
Fiermonte war nach Scheidung von seiner ersten Frau von 1933 bis 1938 mit Madeleine Astor verheiratet. Der begeisterte Rennfahrer verzichtete nach einem Unfall auf einem Start im Maserati beim „Vanderbilt Race“ 1937.

## Filmografie (Auswahl)
- 1941: L'ultimo combattimento
- 1942: Il mercante di schiave
- 1942: Fra' Diavolo
- 1943: Il campione
- 1946: L'atleta di cristallo (auch Regie, Drehbuch, Schnitt)
- 1949: Buffalo Bill a Roma
- 1950: Mit Schwert und Maske (Lo sparviero del Nilo)
- 1950: Mönch und Musketier (IL figlio di d'Artagnan)
- 1951: O.K. Nero (O.K. Nerone)
- 1951: Quo vadis? (Quo vadis?)
- 1952: Anna und der Henker (Il boia di lilla)
- 1952: Es begann auf der Straße (Wanda la peccatrice)
- 1952: Genoveva (La leggenda di Genoveffa)
- 1952: Abenteuer in Rom (When in Rome)
- 1953: Die Sklavin von Venedig (I piombi di Venezia)
- 1954: Abenteuer der vier Musketiere (I cavalieri della regina)
- 1954: Cose da pazzi
- 1954: Romeo und Julia (Giulietta e Romeo)
- 1954: Die schwarzen Teufel von Romangai (La vendetta dei Thugs)
- 1954: Die Tempelwürger von Bangkok (I misteri della giungla nera)
- 1956: Die Kavaliere vom schwarzen Schwert (Il cavaliere dalla spada nera)
- 1957: Du bist mein Schicksal (Amarti è il mio destino)
- 1957: Helena, die Kurtisane von Athen (La Venere di Cheronea)
- 1957: Himmel in Flammen (Il cielo brucia)
- 1957: In einem anderen Land (A Farewell to Arms)
- 1958: Herodes – Blut über Jerusalem (Erodie il grande)
- 1958: Die nackte Maja (La Maja desnuda)
- 1959: Arme Millionäre (Poveri milionari)
- 1959: Ben Hur (Ben-Hur)
- 1959: Hannibal (Annibale)
- 1959: Judith – Das Schwert der Rache (Giuditta e Oloferne)
- 1960: Aufstand der Tscherkessen (I Cosacchi)
- 1960: Die Bacchantinnen (Le Baccanti)
- 1960: Die Frau der Pharaonen (La donna dei faraoni)
- 1960: Küste der Piraten (I pirati della costa)
- 1960: Rocco und seine Brüder (Rocco e i suoi fratelli)
- 1961: Aufstand der Söldner (La rivolta dei mercenari)
- 1961: Die Bacchantinnen (Le baccanti)
- 1962: Eva
- 1962: Der Held von Attika (Il tiranno di Siracusa)
- 1962: Katharina von Rußland (Caterina di Russia)
- 1962: Der Sohn des Spartakus (Il figlio di Spartacus)
- 1962: Sodom und Gomorrha (Sodom and Gomorrha)
- 1963: Die Eroberung von Mykene (Ercole contro Moloch)
- 1963: Sandokan (Sandokan, la tigre di Mompracem)
- 1964: Geheimauftrag Dubrovnik (The Secret Invasion)
- 1964: Im Tempel des weißen Elefanten (Sandok, il Maciste della giungla)
- 1964: Kaiser der Gladiatoren (I due gladiatori)
- 1964: Der Letzte der Gladiatoren (L'ultimo gladiatore)
- 1964: Der Löwe von Theben (Il leone di Tebe)
- 1964: Die siegreichen Zehn (Il trionfo dei dieci gladiatori)
- 1964: Spartacus und die zehn Gladiatoren (Gli invincibili dieci gladiatori)
- 1964: Der stärkste Mann der Welt (Il trionfo di Ercole)
- 1965: Orion-3000 – Raumfahrt des Grauens (Il pianeta errante)
- 1965: Raumschiff Alpha (I criminali della galassia)
- 1966: Grand Prix (Grand Prix)
- 1966: Jagt den Fuchs! (Caccia alla volpe)
- 1966: Ohne Dollar keinen Sarg (El precio de un hombre)
- 1966: Tödliche Nebel (I diafonoidi vengono da Marte)
- 1967: Ein Halleluja für Django (La più grande rapina del West)
- 1967: Die letzte Rechnung zahlst du selbst (Al di là della legge)
- 1967: Mehr tot als lebendig (Un minuto per pregare, un istante per morire)
- 1967: Dämonen aus dem All (La morte viene dal pianeta Aytin)
- 1968: Candy
- 1968: Carrera – Das Geheimnis der blonden Katze (El magnifico Tony Carrera)
- 1968: Das Geheimnis der jungen Witwe (La morte non ha sesso)
- 1968: Ich bin ein entflohener Kettensträfling (Vivo per la tua morte)
- 1968: Il pistolero segnato da Dio
- 1968: Schach der Mafia (Scacco alla mafia)
- 1969: Hügel der blutigen Stiefel (La collina degli stivali)
- 1969: Kameliendame 2000 (Camille 2000)
- 1969: Die Odyssee (Odiddea) (Fernseh-Miniserie)
- 1969: I quattro del Pater Noster
- 1969: Seine Kugeln pfeifen das Todeslied (Il pistolero dell'Ave Maria)
- 1970: La Califfa
- 1970: Django – Die Nacht der langen Messer (Ciakmull)
- 1970: Der Kurier des Zaren (Strogoff)
- 1970: Sandokan – Der Tiger von Malesia (Le tigri di Mompracem)
- 1971: Drei Amen für den Satan (La vendetta è un piatto che si serve freddo)
- 1971: Vier Fäuste für ein Halleluja (…continuavano a chiamarlo Trinità)
- 1971: Zärtliche Wünsche (Les Aveux les plus doux)
- 1972: Kalter Hauch (The Mechanic)
- 1972: Lo chiamavano Verità
- 1972: Verflucht, verdammt und Halleluja (E poi lo chiamarono il magnifico)
- 1973: Vier Teufelskerle (Campa carogna… la taglia cresce)
- 1974: Auch die Engel mögen’s heiß (Anche gli angeli tirano di destro)
- 1974: Die cleveren Zwei (Il bestione)
- 1974: Gewalt und Leidenschaft (Gruppo di famiglia in un interno)
- 1975: Scaramouche, der Teufelskerl (Le avventure e gli amori di Scaramouche)
- 1977: Der eiserne Präfekt (Il prefetto di ferro)
- 1977: Mannaja – Das Beil des Todes (Mannaja)
- 1977: Der Mann aus Virginia (California)
- 1978: Kommissar Mariani – Zum Tode verurteilt (Il commissario di ferro)
- 1978: Rallye des Todes (6.000 km di paura)
- 1979: Das Leben ist wunderbar (Жизнь прекрасна)